# Tropodiaptomus
Tropodiaptomus é um género de crustáceo da família Diaptomidae.

## Espécies
Este género contém as seguintes espécies:
- Tropodiaptomus agegedensis (Wright S. & Tressler, 1928)
- Tropodiaptomus asimi Dumont & Maas, 1989
- Tropodiaptomus australis Kiefer, 1936
- Tropodiaptomus banforanus Kiefer, 1932
- Tropodiaptomus bhangazii Rayner, 1994
- Tropodiaptomus borutzkyi Stepanova (in Borutzky, Stepanova & Kos), 1991
- Tropodiaptomus burundensis Dumont & Maas, 1988
- Tropodiaptomus capriviensis Rayner, 1994
- Tropodiaptomus chauhani Roy, 1984
- Tropodiaptomus ctenopus (Kiefer, 1930)
- Tropodiaptomus cunningtoni (Sars G.O., 1909)
- Tropodiaptomus czekanowskii (Grochmalicki, 1913)
- Tropodiaptomus defayeae Ambedkar & Elia, 2014
- Tropodiaptomus digitatus Dussart, 1981
- Tropodiaptomus doriai (Richard, 1894)
- Tropodiaptomus episcopus (Brehm, 1930)
- Tropodiaptomus euchaetus Kiefer, 1936
- Tropodiaptomus falcatus Kiefer, 1933
- Tropodiaptomus femineus (Kiefer, 1930)
- Tropodiaptomus foresti Defaye, 2002
- Tropodiaptomus gemini Brehm, 1951
- Tropodiaptomus gigantoviger Brehm, 1933
- Tropodiaptomus hebereri (Kiefer, 1930)
- Tropodiaptomus hutchinsoni (Kiefer, 1927)
- Tropodiaptomus imitator Brehm, 1955
- Tropodiaptomus incognitus Dussart & Gras, 1966
- Tropodiaptomus kieferi Marquès, 1966
- Tropodiaptomus kilimensis (Daday, 1910)
- Tropodiaptomus kissi Dussart, 1978
- Tropodiaptomus kraepelini (Poppe & Mrázek, 1895)
- Tropodiaptomus lakhimpurensis Reddiah, 1964
- Tropodiaptomus lanaonus Kiefer, 1982
- Tropodiaptomus lateralis Kiefer, 1932
- Tropodiaptomus laurentii Gauthier, 1951
- Tropodiaptomus longiprocessus Saetang & Maiphae, 2023
- Tropodiaptomus loveni (Guerne & Richard, 1890)
- Tropodiaptomus madagascariensis (Rylov, 1918)
- Tropodiaptomus magnus Kiefer, 1933
- Tropodiaptomus malaicus (Grochmalicki, 1915)
- Tropodiaptomus megahyaline Saetang, Sanoamuang & Maiphae, 2021
- Tropodiaptomus monardi Kiefer, 1937
- Tropodiaptomus mutatus Kiefer, 1936
- Tropodiaptomus neumanni (Douwe, 1912)
- Tropodiaptomus nielseni Brehm, 1952
- Tropodiaptomus njinei Chiambeng & Dumont, 2002
- Tropodiaptomus novaeguineae Brehm, 1959
- Tropodiaptomus orientalis (Brady, 1886)
- Tropodiaptomus oryzanus Kiefer, 1937
- Tropodiaptomus palustris (Kiss, 1960)
- Tropodiaptomus pedecrassum Saetang & Maiphae, 2023
- Tropodiaptomus processifer (Kiefer, 1926)
- Tropodiaptomus ricardoae (Harding, 1942)
- Tropodiaptomus ruttneri (Brehm, 1923)
- Tropodiaptomus schmeili (Kiefer, 1926)
- Tropodiaptomus schubotzi (Douwe, 1914)
- Tropodiaptomus signatus Kiefer, 1982
- Tropodiaptomus simplex (Sars G.O., 1909)
- Tropodiaptomus spectabilis (Kiefer, 1929)
- Tropodiaptomus stuhlmanni (Mrázek, 1895)
- Tropodiaptomus symoensi Einsle, 1971
- Tropodiaptomus turkanae Maas, Green & Dumont, 1995
- Tropodiaptomus vandouwei (Früchtl, 1924)
- Tropodiaptomus vicinus (Kiefer, 1930)
- Tropodiaptomus worthingtoni (Lowndes, 1936)
- Tropodiaptomus zambeziensis Rayner, 1994